# Metania schoutedeni
Metania schoutedeni är en svampdjursart som beskrevs av Burton 1938. Metania schoutedeni ingår i släktet Metania och familjen Metaniidae.
Artens utbredningsområde är havet utanför Kongo-Brazzaville och Kongo-Kinshasa. Inga underarter finns listade i Catalogue of Life.